# Sławomir (piosenkarz)
Sławomir Paweł Zapała (ur. 19 marca 1983 w Krakowie) – polski aktor, performer, piosenkarz, konferansjer i prezenter telewizyjny.

## Życiorys
Jest synem Józefy i Andrzeja Zapałów. Jego rodzina wywodzi się z zagórzańskiej wsi Konina.W dzieciństwie uczęszczał do Nowohuckiego Domu Kultury. W 2006 ukończył studia w Państwowej Wyższej Szkole Teatralnej im. Ludwika Solskiego w Krakowie. Po ukończeniu nauki w PWST wystąpił w wielu filmach i serialach, m.in. Karol. Człowiek, który został papieżem, 33 sceny z życia, Pod Mocnym Aniołem, Hotel 52, Czas honoru, Prawo Agaty, Blondynka, Ojciec Mateusz, Świat według Kiepskich czy Na dobre i na złe. Występował też w teatrach: Rozrywki, Bagatela, Kamienica, Na Woli oraz Studio.
W 2014 wykreował postać sceniczną o pseudonimie Sławomir, którą wymyślił podczas pobytów na Long Island, gdzie zdobył uznanie polskich imigrantów. W 2015 zagrał w reklamie telewizyjnej sieci telekomunikacyjnej Orange. 6 marca 2015 na kanale YouTube udostępnił teledysk do debiutanckiego utworu „Megiera”, w którym zagrali Ewa Kasprzyk, Krzysztof Kiersznowski czy Lech Dyblik i który osiągnął ponad 58 mln wyświetleń (2024). Jesienią 2015 zaczął prowadzić program Śląska karuzela na TVS. Wypuścił także teledyski do piosenek: „Ni mom hektara” i „Aneta”, który nagrał z zespołem Vox. W ramach promocji wystąpił w programach rozrywkowych Polsatu: Dancing with the Stars. Taniec z gwiazdami (2016) i Twoja twarz brzmi znajomo (2017). Jego występ w odcinku finałowym Twoja twarz brzmi znajomo, w którym wcielił się w postać Freddiego Mercury’ego, docenił Brian May z zespołu Queen. 7 kwietnia 2017 wydał debiutancki album studyjny pt. The Greatest Hits, który promował trzema dotychczas wydanymi singlami. Z wydawnictwem dotarł do pierwszego miejsca polskiej listy sprzedaży i w 2021 uzyskał certyfikat czterokrotnie platynowej płyty, sprzedając się w nakładzie przekraczającym 120 tys. egzemplarzy.
23 kwietnia 2017 opublikował czwarty singiel z albumu, „Miłość w Zakopanem”, z którym dotarł do czwartego miejsca na liście najczęściej odtwarzanych piosenek w polskich radiostacjach. 31 grudnia wystąpił podczas telewizyjnego Sylwestra marzeń z Dwójką w Zakopanem. W 2018 z żoną wystąpił w jednym z odcinków programu Polsatu The Story of My Life. Historia naszego życia oraz współprowadził teleturniej TVP1 Big Music Quiz. Również w 2018 podjął współpracę z siecią sklepów AGD i RTV Max Elektro, z którą wypuścił do sprzedaży Głośnik Power Audio Sławomir Edyszyn. 31 grudnia 2018 wystąpił na dwóch koncertach noworocznych: na Sylwestrze marzeń z Dwójką Telewizji Polskiej i Sylwestrowej mocy przebojów Polsatu. W 2019 wystąpił w dwóch telewizyjnych kampaniach reklamowych: internetowej porównywarki pożyczek i kredytów Bancovo oraz poprowadził program Polsatu Piosenki z drugiej ręki.
W październiku 2020 wydał drugi album studyjny pt. The Best of, który promował utworami: „Weekendowy korsarz”, „Weselny pyton” i „Totalny Love”. W 2021 zasiadł gościnnie w jury w jednym odcinku 15. edycji programu Twoja twarz brzmi znajomo i wystąpił w świątecznym odcinku tego programu. W 2022 współprowadził poranny magazyn rozrywkowo-informacyjny Poranny rogal w Zoom TV i wziął udział w ogólnopolskiej kampanii reklamowej platformy Shopee, której był ambasadorem. Od jesieni 2022 do wiosny 2024 prowadził program rozrywkowy Tak to leciało! w TVP2. 28 kwietnia 2025 wydał  album pt. Cudowronek.

## Życie prywatne
W 2011 poślubił aktorkę i piosenkarkę Magdalenę Kajrowicz, z którą ma syna, Kordiana (ur. 9 września 2016). Deklaruje się jako osoba wierząca w Boga.

## Filmografia
- 2004: Długi weekend – chrzczony na mitingu religijnym
- 2004: Karol. Człowiek, który został papieżem – Jarko Sisyl
- 2006: Jan Paweł II – seminarzysta
- 2006: Dwie strony medalu – Tomek
- 2007: Korowód – inspektor policji
- 2007: Odwróceni – żołnierz Ptaśka (odc.2)[40]
- 2007: Egzamin z życia – kelner
- 2007: Determinator – mechanik Maciej Gmerek
- 2008: Trzeci oficer – policjant Witek
- 2008: Hela w opałach – policjant
- 2008: 33 sceny z życia – kelner
- 2009: Synowie – piłkarz Pokorka
- 2009: Sprawiedliwi – Niemiec
- 2009: Popiełuszko. Wolność jest w nas – młody milicjant
- 2009: Ostatnia akcja – nerwowy policjant
- 2009, 2011–2012: Ojciec Mateusz – pracownik fabryki obuwia/kelner Bartosz
- 2009, 2013–2018: Blondynka – Paweł, siostrzeniec Jasiuni
- 2010–2013: Hotel 52 – Żenia, pomocnik kucharza
- 2010–2011: Prosto w serce – „Chudy”, gitarzysta zespołu Czarka
- 2011: Listy do M.
- 2011: Uwikłanie – dziennikarz Gienio
- 2011: Czas honoru – Niemiec
- 2012 Piąta pora roku – policjant
- 2012: Świat według Kiepskich – Udo (odc. 388), mężczyzna (odc. 389), ksiądz Bączek (odc. 390)
- 2012: Prawo Agaty – Rychu Lipiec, mąż Mai
- 2012–2014: Piąty stadion – Mieczysław, kibic z Poznania
- 2013: Tajemnica Westerplatte – strzelec Antoni Ozorowski
- 2013: Podejrzani zakochani – Wiktor, przyjaciel Alberta
- 2013: Barwy szczęścia – ojciec Anzelm
- 2014: Pod mocnym Aniołem – mąż „Królowej Kentu”
- 2015: Listy do M. 2
- 2015: Prokurator – pracownik firmy pogrzebowej
- 2015: Powiedz tak! – pracownik korporacji
- 2015: Na dobre i na złe – Edward Kordoń, syn Janiny i Mariana
- 2016: Planeta singli – lump Sławomir
- 2016: Jestem mordercą – milicjant Sylwek
- 2016: Dwoje we troje – Michał
- 2017: Listy do M. 3 – facet
- 2017: Gotowi na wszystko. Exterminator – facet z wąsem
- 2017: Porady na zdrady – „testowany” mężczyzna w parku[41]
- 2018: Zabawa, zabawa – młodszy aspirant Łukasz Leoś
- 2019: Futro z misia – aspirant Jakub Fojcik

## Trzymamy się Zapały
Trzymamy się Zapały – polski zespół muzyczny założony przez Sławomira Zapałę, od którego nazwiska pochodzi nazwa grupy.

### Dyskografia
Albumy studyjne
| Rok  | Dane dot. albumu                                                                                              | Najwyższa pozycja na liście | Certyfikat              | Sprzedaż        |
| Rok  | Dane dot. albumu                                                                                              | POL                         | Certyfikat              | Sprzedaż        |
| ---- | --- | --------------------------- | ----------------------- | --------------- |
| 2017 | The Greatest Hits - Wydany: 7 kwietnia 2017 - Wytwórnia: Sonicca, Agora - Format: CD, digital download        | 1                           | - POL: diamentowa płyta | - POL: 150 000+ |
| 2020 | The Best of - Wydany: 16 października 2020 - Wytwórnia: Too Fast Train Records - Format: CD, digital download | 4                           |                         |                 |
| 2025 | Cudowronek - Wydany: 28 kwietnia 2025 - Wytwórnia: Kurpisz Impresariat - Format: CD, digital download         |                             |                         |                 |

Single
| Rok                                                      | Tytuł                                       | Najwyższe pozycje na listach | Najwyższe pozycje na listach | Najwyższe pozycje na listach | Certyfikat                  | Sprzedaż        | Album             |
| Rok                                                      | Tytuł                                       | POL (airplay)                | POL (airplay nowości)        | POL (airplay TV)             | Certyfikat                  | Sprzedaż        | Album             |
| -------------------------------------------------------- | ------------------------------------------- | ---------------------------- | ---------------------------- | ---------------------------- | --------------------------- | --------------- | ----------------- |
| 2015                                                     | „Megiera”                                   | –                            | –                            | –                            | - ZPAV: platynowa płyta     | - POL: 50 000+  | The Greatest Hits |
| 2015                                                     | „Ni mom hektara”                            | –                            | –                            | –                            |                             |                 | The Greatest Hits |
| 2016                                                     | „Aneta”                                     | –                            | –                            | –                            |                             |                 | The Greatest Hits |
| 2017                                                     | „Miłość w Zakopanem”                        | 4                            | 1                            | 1                            | - ZPAV: 4× diamentowa płyta | - POL: 400 000+ | The Greatest Hits |
| 2017                                                     | „Pierwsza gwiazda” (gościnnie: Future Folk) | –                            | –                            | –                            |                             |                 | –                 |
| 2018                                                     | „Ty mała znów zarosłaś”                     | –                            | –                            | –                            | - ZPAV: 2× platynowa płyta  | - POL: 100 000+ | The Greatest Hits |
| 2019                                                     | „Weekendowy korsarz”                        | –                            | –                            | –                            |                             |                 | The Best of       |
| 2020                                                     | „Weselny pyton”                             | –                            | –                            | –                            | - ZPAV: złota płyta         | - POL: 25 000+  | The Best of       |
| 2020                                                     | „Totalny Love”                              | –                            | –                            | –                            |                             |                 | The Best of       |
| 2020                                                     | „Karpiomir” (oraz Letni)                    | –                            | –                            | –                            |                             |                 | The Best of       |
| 2020                                                     | „Święta, święta” (oraz MazurKids)           | –                            | –                            | –                            |                             |                 | –                 |
| 2021                                                     | „Będę z nią” (gościnnie: Marcin Wyrostek)   | –                            | –                            | 4                            |                             |                 | The Best of       |
| 2021                                                     | „Boli d*pa”                                 | –                            | –                            | –                            |                             |                 | The Best of       |
| 2021                                                     | „All Inclusive”                             | –                            | –                            | –                            |                             |                 | The Best of       |
| „–” oznacza, że singel nie był notowany na danej liście. |                                             |                              |                              |                              |                             |                 |                   |